# Ani (georgiska)
Ani (georgiska: ანი) är den första bokstaven i det georgiska alfabetet. Bokstaven motsvarar [a] i det internationella fonetiska alfabetet (IPA). Enligt ISO 9984 translittereras bokstaven till "a". Med mchedruli (båda) samt nuschuri (gemener) skrivs bokstaven: ა, med asomtavruli (versaler) skrivs bokstaven: Ⴀ. Mchedruli är det moderna sättet att skriva georgiskan på och georgiska skrivs i regel enbart med gemener, alltså med mchedruli.